# Mingo Junction
Mingo Junction – wieś w Stanach Zjednoczonych, w stanie Ohio, w hrabstwie Jefferson.